# Koeloenda (rivier)
De Koeloenda (Russisch: Кулунда) is een 412 kilometer lange rivier in het zuidoosten van het West-Siberisch Laagland, in de Russische kraj Altaj.
De Koloenda ontspringt op het Obplateau bij het dorp Oest-Mosicha, op ongeveer 100 kilometer ten westen van Barnaoel op een hoogte van zo'n 200 meter boven zeeniveau. De rivier stroomt vervolgens grofweg in zuidwestelijke richting door het centrale deel van de Koeloendasteppe en vervolgens door een van de typische meer dan 100 kilometer lange en slechts enige kilometers brede zogenoemde "boomgordel"; het Koeloendawoud (Koeloendinskaja lesnaja datsja) en verderop door deel moerassig, deels voor landbouw gebruikt steppegebied. Uiteindelijk mondt de Koeloenda op een hoogte van 98 meter in een wijde delta uit in het oostelijk deel van het Koeloendameer, dat zich in een endoreïsch bekken bevindt.
Het totale stroomgebied van de Koeloenda omvat 12.400 km². Omdat de Koeloenda geen grote zijrivieren heeft, overschrijdt de breedte van het stroomgebied over de hele lengte de 20 meter niet. De diepte bedraagt ongeveer 1,5 meter. De Koeloenda is een langzaamstromende rivier met een stroomsnelheid van slechts 0,1 meter per seconde. Door het aride klimaat van de Koeloendasteppe neemt de waterhoeveelheid steeds verder af naarmate de rivier verder stroomt, en heeft het debiet in de buurt van de monding een jaarlijks gemiddelde van slechts 5,1 m³/s. Het maximale debiet bij het smelten van de sneeuw bedraagt 336 m³/s. 's Winters is de rivier gewoonlijk tussen de 45 en 100 dagen bevroren.
De grootste plaats aan de rivier in het districtscentrum Bajevo. Bij het dorp Andronovo in de middenloop van de Koeloenda, kruist het van de Ob afgetakte Koeloenda-hoofdkanaal (dat wordt gebruikt voor irrigatiedoeleinden) de rivier.